# سيلفا (اسم عائلة)
سيلڤا هو اسم عائلة ظهر في البلاد الناطقة باللغة البرتغالية مثل البرتغال  و البرازيل. الذي تم اشتقاقه من كلمة سيلڤا باللغة الاتينيه والتي تعني 'الغابة' أو 'الأرض المشجرة'. و هو اسم عائلة بيت سيلڤا (أحد العائلات الارستقراطية ذات الاصول الاسبانية والبرتغالية).
وهو منتشر بشكل كبير بالمناطق الناطقة باللغة الغاليسية في إسبانيا خصوصا في منطقة جليقية و منتشر بشكل أكبر في مناطق الامبراطورية البرتغالية السابقة في الامريكتان (بكونه اسم العائلة الأشهر والأكثر تداولا في البرازيل)، في الدول الإفريقية الناطقة بالبرتغالية وآسيا ، وبصورة ملحوظة بالهند وسيريلانكا.
حركة الاشخاص وتنقلهم ادت إلى ان يستخدم الاسم في الكثير من الاماكن. نظرا للهجرات من الدول الناطقة بالبرتغالية، فيعد سيلفا خامس أشهر اسم عائلة والأكثر تداولا في اقاليم فرنسا، فال دو مارن (اقليم فرنسي)، خارج باريس ، واحتل المرتبة التاسعة عشر بكونه اسم العائلة الأكثر تداولا والذي تم منحه للمواليد الجدد بين عامي 1966-1990 في فرنسا. ويحتل المرتبة السابعة كونه اسم العائلة (الغير ألماني والغير فرنسي) الأكثر تداولا في لوكسمبورغ ، و هو أيضا ضمن العشرين الاوائل من أسماء العائلات في كل من اندورا ، انغولا ، كابو فيردا وسويسرا .